# Paisley and South Glasgow Gators
Il Paisley & South Glasgow Gators Basketball Club o Paisley Gators  è un club cestistico britannico di Glasgow affiliato alla federazione scozzese.

## Storia
Originariamente fondato a Penilee, un sobborgo di Glasgow, vince tre anni dopo la fondazione la Coppa di Scozia con la squadra giovanile ripetendosi nel 1970 e nel 1975. Negli anni settanta si sposta a Paisley, nell'ovest della Scozia raggiungendo il titolo nazionale nel 1979 e due Coppe di Scozia nel 1977 e 1978. In questi anni partecipa alle edizioni della  Coppa delle Coppe 1974 incontrando lo Spartak Mamer e Coppa Korac 1975 incontrando la YMCA España Madrid.
Ha partecipato agli esordi della Scottish Men's National League fino alla fine degli anni '90, ma il declino di quegli anni portò alla fusione nel 2006 con i Glasgow Gators nella società denominata PSG Gators Basketball Club o più brevemente Paisley Gators.. Dopo la fusione con i Gators la formazione si spostò nella lega regionale della Strathclyde League Basketball Association.